# Chrysler Royal
La Royal è un'autovettura mid-size prodotta dalla Chrysler nel 1933, dal 1937 al 1942 e dal 1946 al 1950.

## Storia

### Serie CT (1933)
La prima serie della vettura aveva montato di un motore a valvole laterali e otto cilindri in linea da 4.485 cm³ di cilindrata che sviluppava 90 CV di potenza. Ne era offerta anche una versione da 98 CV. Il modello era disponibile in due versioni di passo, 3.048 mm e 3.251 mm. Quella a passo corto era offerta in versione coupé due porte, cabriolet due porte e berlina quattro porte. La versione a passo lungo era invece disponibile solo come berlina quattro porte ed otto posti. Dopo solo un anno di produzione e 10.389 esemplari assemblati, questa prima serie fu sostituita dalla Chrysler Airflow.

### Serie C16 (1937)
Dopo tre anni il modello ricomparve sui mercati. Questa nuova serie successe alla Chrysler Airstream. Quindi la vettura era il più piccolo modello nella gamma Chrysler. Questa serie era dotata di un motore a sei cilindri in linea da 3.737 cm³ e 93 CV. Ne era offerta anche una versione da 100 CV. Erano disponibili due versioni di passo. Quella da 2.946 mm era offerta con carrozzeria berlina, mentre quella da 3.378 mm con corpo vettura limousine. Di questa serie ne furono realizzati 86.000 esemplari.

### Serie C18 (1938)
Nel 1938 il modello fu aggiornato. La calandra, ad esempio, fu ridisegnata. La cilindrata del motore fu portata a 3.957 cm³ e la potenza crebbe a 95 CV. Su richiesta era disponibile una versione da 102 CV. Di questa serie ne furono prodotti 43.300 esemplari.

### Serie C22 (1939)

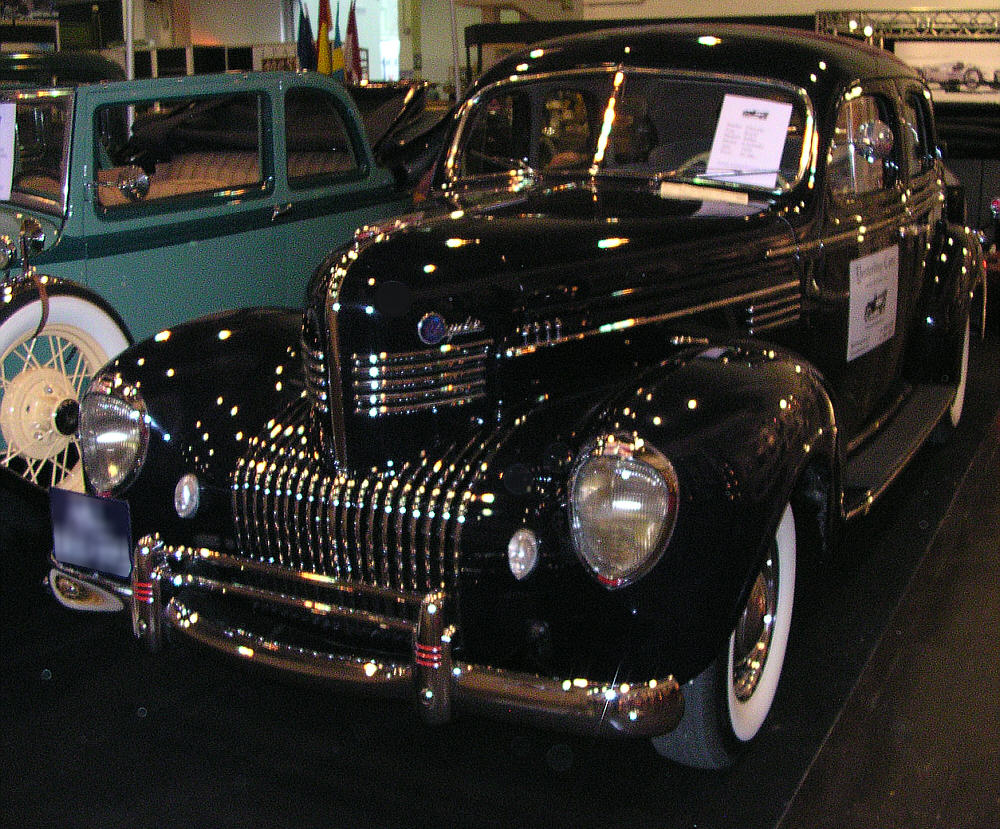
Una Chrysler Royal del 1939

Nel 1939 la vettura fu rivista nuovamente. La linea venne aggiornata. Erano disponibili due passi, 3.023 mm e 3.454 mm. Il modello era offerto in versione coupé due porte e berlina quattro porte. Entrambe erano disponibili in allestimento base (Royal) o lussuoso (Royal Windsor). Erano commercializzate due versioni del motore, una da 100 CV e l'altra da 107 CV. Di questa serie ne furono prodotti 60.001 esemplari.

### Serie C25 (1940)
Nel 1940 i cambiamenti furono minimi e vennero concentrati sulla calandra. Fu però aumenta la potenza del motore, che poteva essere di 108 CV o di 112 CV. In totale ne furono assemblati 73.998 esemplari.

### Serie C28 (1941)
Nel 1941 la vettura fu modificata. La larghezza del corpo vettura fu lievemente aumentata. Di questa serie ne furono prodotti 136.701 esemplari. 

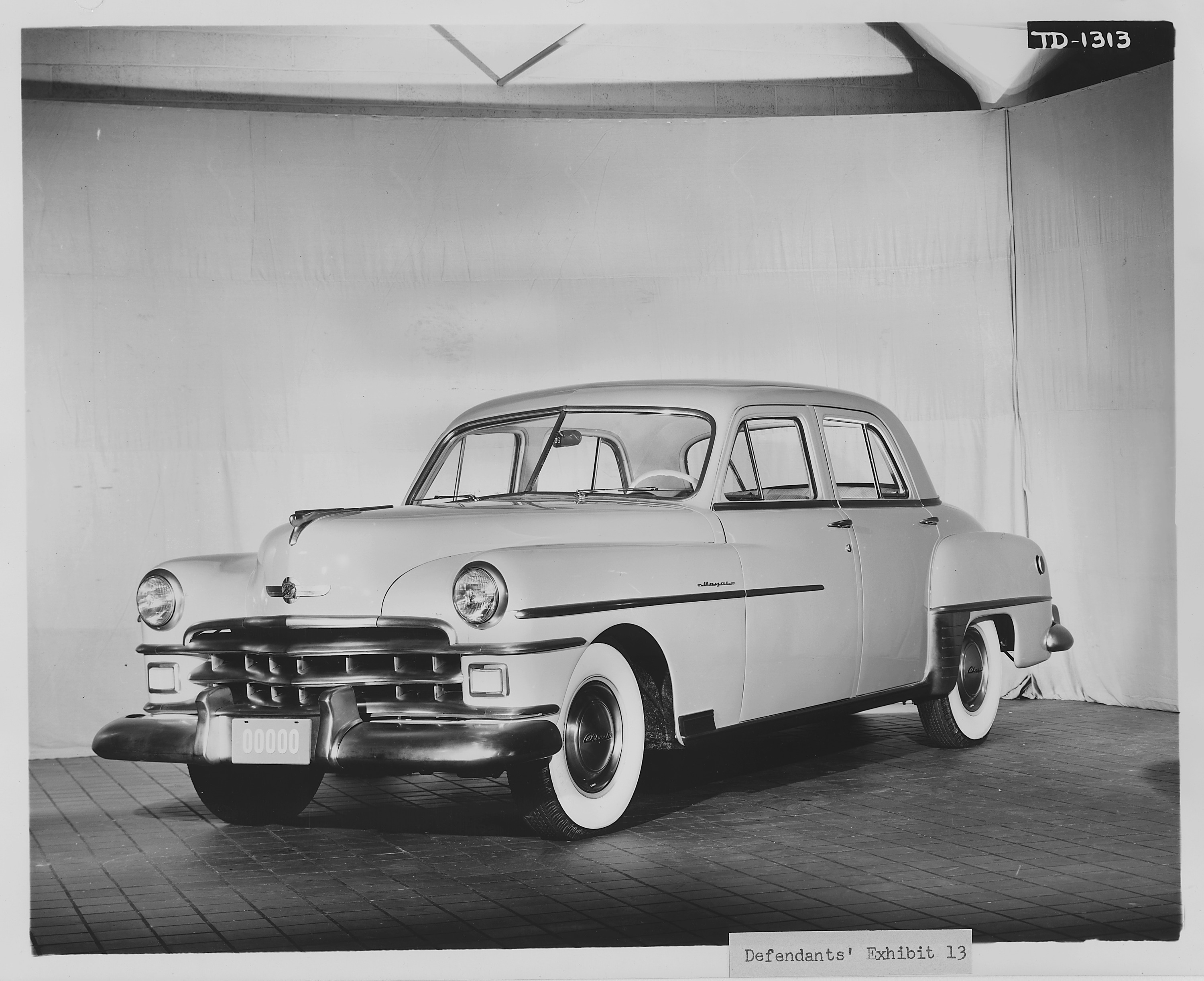
Una Chrysler Royal postbellica

### Serie C34 (1942)
Nel 1942 il modello fu leggermente modificato. La cilindrata del motore fu aumentata a 4.106 cm³ e la potenza arrivò a 120 CV. Di questa serie ne vennero assemblati 23.991 esemplari.

### Serie C38S (1946-1948)
La Royal venne reintrodotta dopo la pausa dovuta alla seconda guerra mondiale, durante la quale gli impianti produttivi dell'industria statunitense furono convertiti alle forniture belliche. Queste vetture postbelliche erano simili agli ultimi modelli prodotti prima delle ostilità. La potenza del motore scese a 114 CV. Dal 1946 al 1948 furono assemblati 31.731 esemplari. Durante i due anni in cui fu prodotta, le modifiche furono minori.

### Serie C45S / C48S (1949-1950)
Nel 1949 il modello fu rivisto. La linea venne aggiornata e il modello ora era disponibile in versione familiare, berlina e coupé. La potenza del motore aumentò di 2 CV. Nel 1949 furono assemblati 19.076 esemplari, mentre nel 1950 vennero prodotte 24.687 unità.